# Fustiaria stenoschiza
Fustiaria stenoschiza is een Scaphopodasoort uit de familie van de Fustiariidae. De wetenschappelijke naam van de soort is voor het eerst geldig gepubliceerd in 1897 door Pilsbry & Sharp.